# Смит, Эрик (убийца)
Эрик Смит (англ. Eric Smith, род. 22 января 1980) — американский убийца. В возрасте 13 лет был обвинён в убийстве четырёхлетнего Деррика Роби. 16 августа 1994 года был признан виновным в убийстве второй степени, получив наказание в виде лишения свободы от 9 лет до пожизненного — максимально возможный на то время срок для ребёнка его возраста. Смит был условно-досрочно освобождён 1 февраля 2022 года после 27 лет тюремного заключения.

## Убийство
2 августа 1993 года, Смит ехал на велосипеде домой из летнего лагеря после того, как ему сказали уйти из-за «плохого поведения», а четырёхлетний Роби шел в тот самый лагерь. Смит заманил Роби в лес, обещая показать более короткий путь, после чего Смит задушил мальчика, бросил на его голову большой камень и изнасиловал веткой. Около 11:00 мать Роби, Дорин, вышла в парк, чтобы забрать сына, но Роби так и не появился. После четырёх часов расследования тело Роби было найдено.
8 августа 1993 г. Смит признался своей матери в содеянном, ближе к вечеру семья Смитов сообщила об этом в правоохранительные органы.
Сторона защиты в суде пыталась доказать что Смит страдал синдромом эпизодического нарушения контроля. Смит подвергся обширному медицинскому обследованию специалистов с обеих сторон. Они проверили работу мозга, уровень гормонов и не нашли ничего, что могло бы объяснить его агрессивное поведение.

## Осуждение и заключение
16 августа 1994 года Смит был признан виновным в убийстве второй степени и приговорен к максимальному сроку, доступному для несовершеннолетних убийц: от девяти лет до пожизненного заключения.

Находясь в тюрьме, Смит зачитал письмо с извинениями семье Роби по общественному телевидению: 
Я знаю, что мои действия причинили ужасную потерю семье Роби, и я искренне сожалею об этом. Я пытался как можно больше думать о том, чего Деррик никогда не испытает: его 16-й день рождения, Рождество, когда угодно, собственный дом, выпускной, поступление в колледж, женитьба, его первый ребёнок. Если бы я мог вернуться в прошлое, я бы поменялся местами с Дерриком и вытерпел бы всю ту боль, которую причинил ему. Если бы это означало, что он будет жить дальше, я бы поменялся местами, но не могу.
В конце этого заявления Смит заявляет, что не может до конца жизни выносить мысль о «стенах, колючей проволоке и стальных металлических решётках». Он также извинился перед Дерриком Роби в интервью.
Смит три года содержался в колонии для несовершеннолетних, а затем был переведён в тюрьму открытого типа для юношей. В 2001 году он был переведен в исправительное учреждение Клинтона в Даннеморе, штат Нью-Йорк, в тюрьму строгого режима. По состоянию на 3 мая 2016 года на веб-сайте Департамента исправительных учреждений штата Нью-Йорк было указано, что он находится в исправительном учреждении Коллинза, тюрьме строгого режима для заключённых-мужчин в округе Эри, штат Нью-Йорк. 26 апреля 2019 года он был внесен в список заключённых в исправительном учреждении Гованда, тюрьме строгого режима, расположенной вместе с исправительным учреждением Коллинза. 30 ноября 2019 года он числился заключённым в исправительном учреждении Вудборн в округе Салливан.
Смиту десять раз отказывали в условно-досрочном освобождении с 2002 по январь 2020 года. После слушаний 2012 года комиссия по условно-досрочному освобождению в своем решении сослалась на заботу об общественной безопасности, а также на противодействие родителей Роби его освобождению. На этом слушании он сказал комиссии по условно-досрочному освобождению, что не вернется в Савону в случае освобождения, а вместо этого отправится в приют или дом на полпути.
В октябре 2021 года Смита было решено условно-досрочно освободить после 27 лет заключения. Его должны были освободить 17 ноября 2021 года, но освобождение было отложено из-за того, что у Смита не было утверждённого места жительства. В конечном итоге он был освобождён из тюрьмы 1 февраля 2022 года.